# Mateo Obrador y Bennassar
Mateo Obrador y Bennassar (Felanitx, 1852-Palma, 1909) fue un escritor, publicista, archivero y folklorista español.

## Biografía
Nació en la localidad mallorquina de Felanitx  en 1852 o 1853. Según Miguel S. Oliver, Obrador, en su juventud, «mereció la predilección de Milá y de Pons y Gallarza y fue el confidente íntimo de Bartrina». Publicista, se licenció en Filosofía y Letras y fue colaborador del Boletín de la Sociedad Arqueológica de Palma, del diario La Última Hora de la misma ciudad y de otras publicaciones periódicas. Archivero de la Diputación Provincial, fue premiado en varios concursos provinciales y publicó textos de Ramon Llull. Falleció el 27 o 28 de mayo de 1909 en Palma de Mallorca.